# Bahnhof Magdeburg-Neustadt
Der Bahnhof Magdeburg-Neustadt ist eine Betriebsstelle der Bahnstrecken Berlin–Magdeburg, Magdeburg–Wittenberge und Schönebeck–Glindenberg an der Grenze der Magdeburger Stadtteile Alte Neustadt und Neue Neustadt.
Das denkmalgeschützte Empfangsgebäude befindet sich dominierend an der Nordseite einer platzartigen Erweiterung der Gröperstraße.

## Geschichte und Architektur

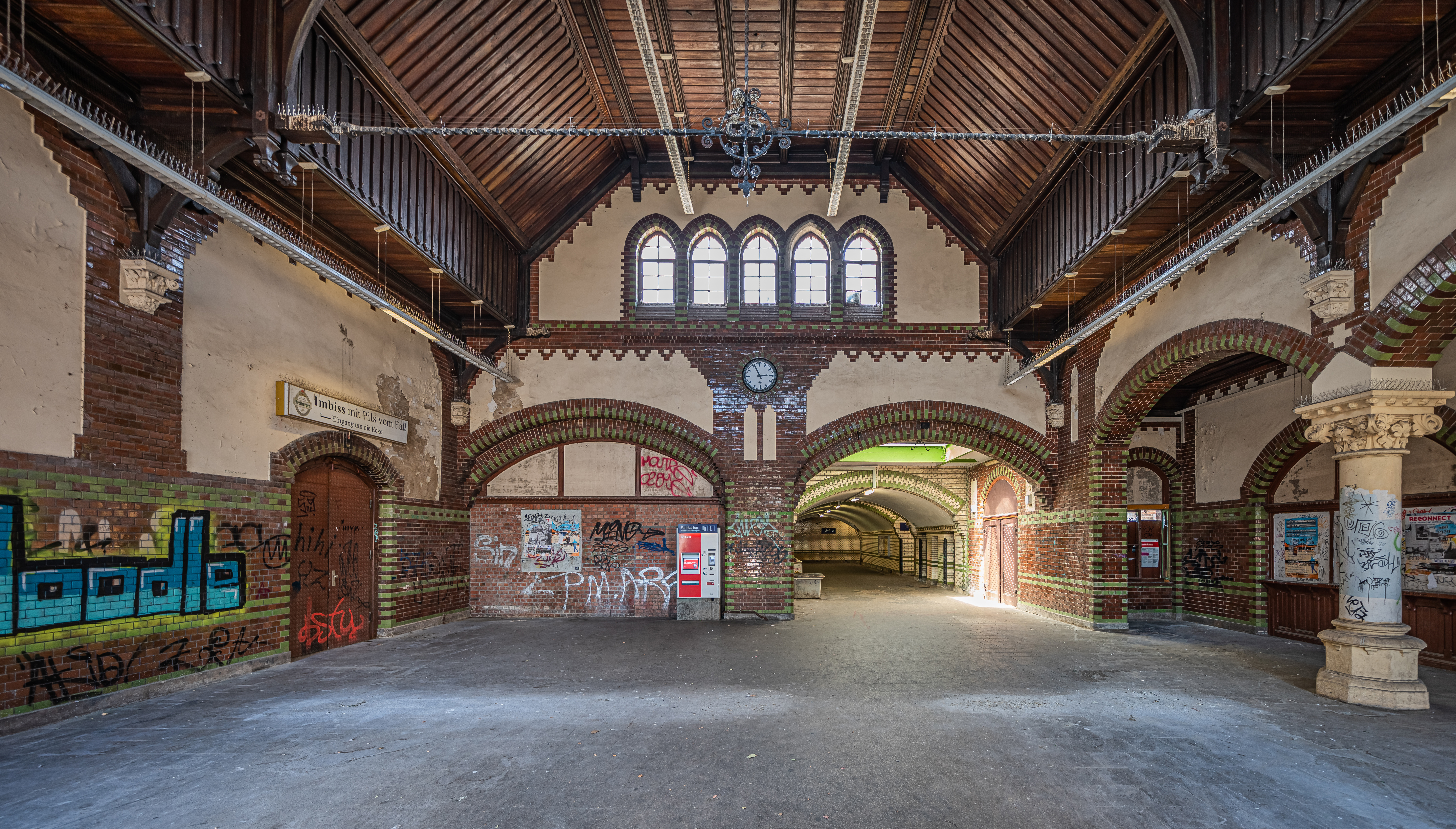
Blick vom Eingang in die Halle, 2022

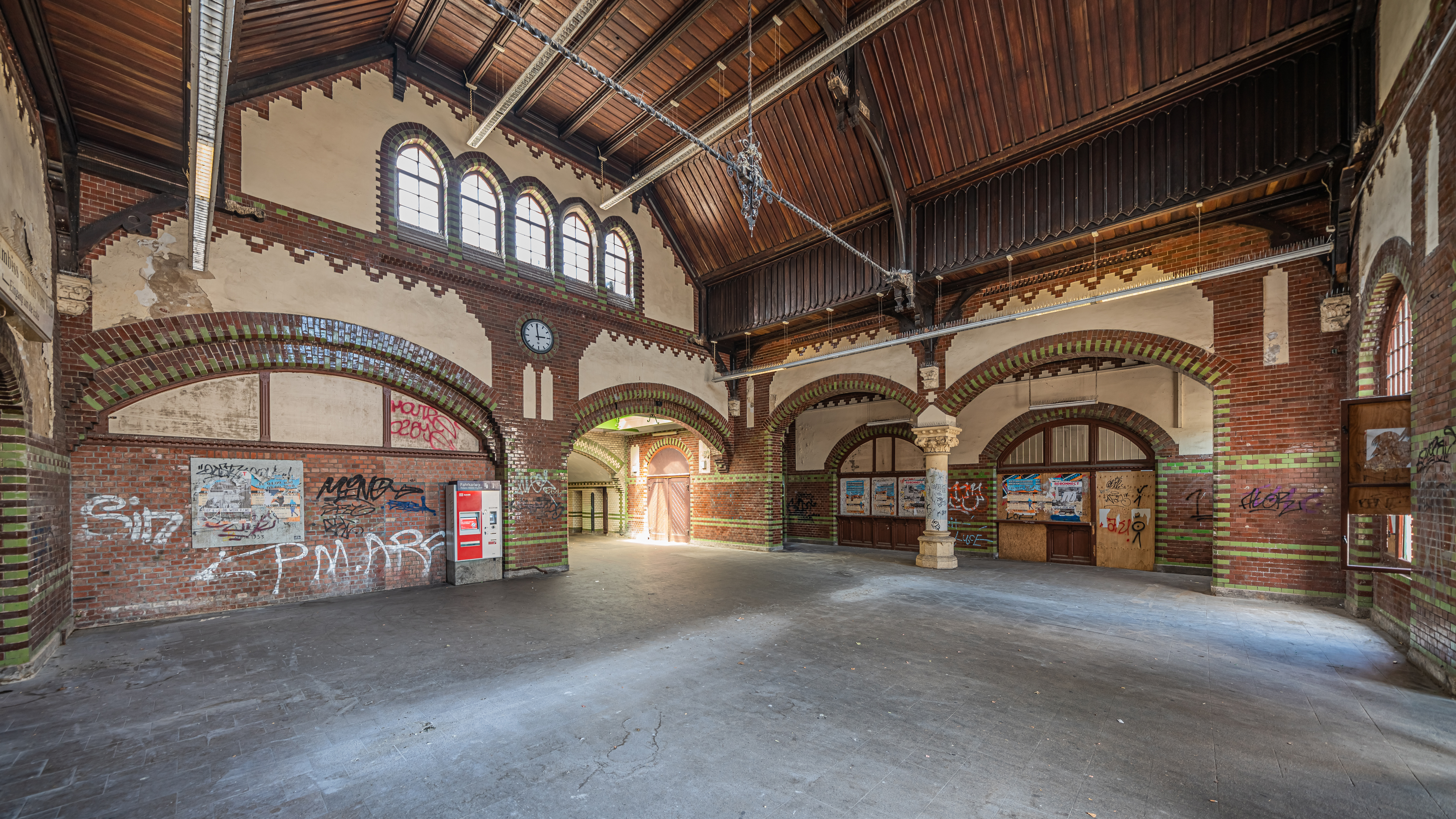
Eingangshalle, 2022

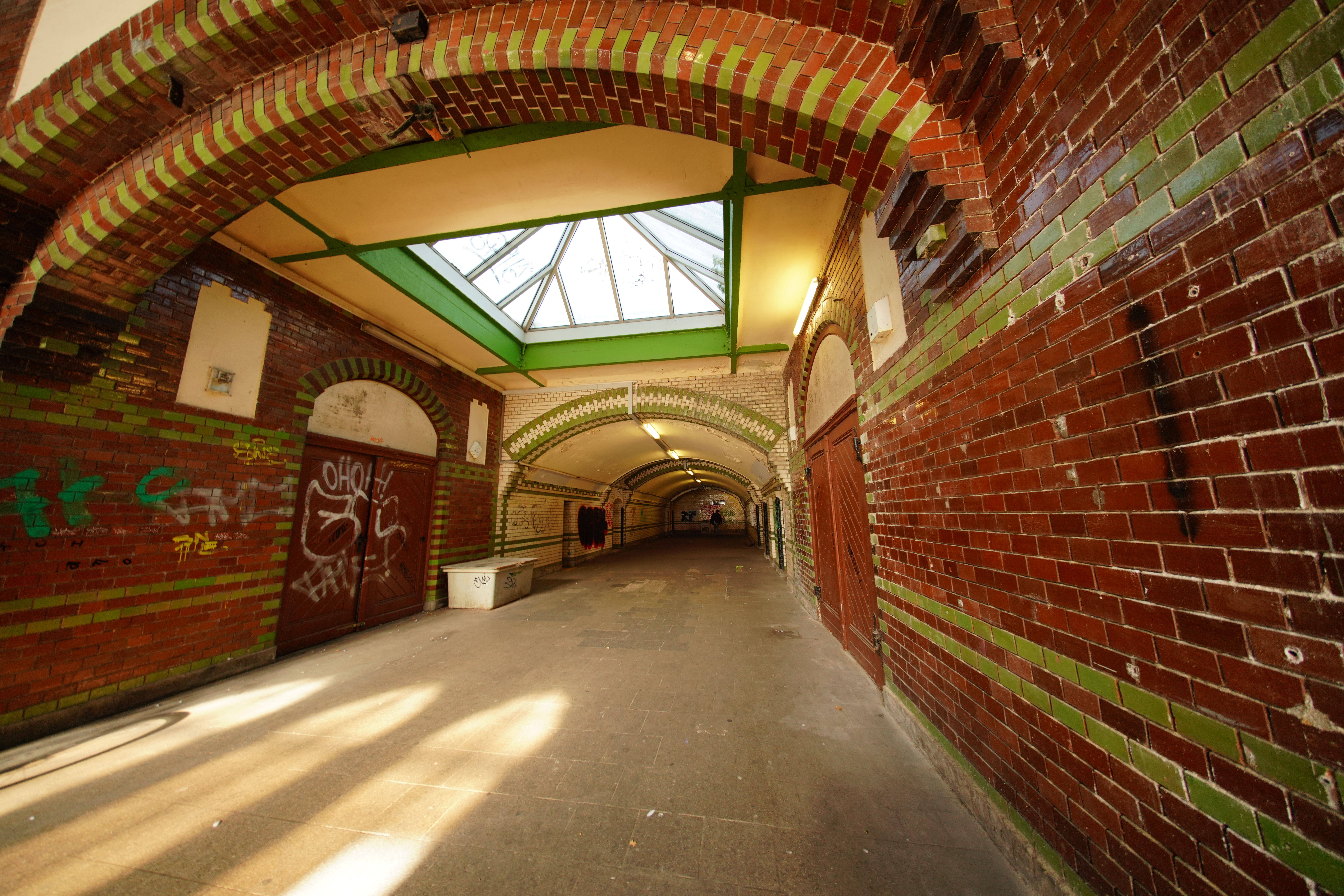
Tunnel zu den Bahnsteigen, 2018

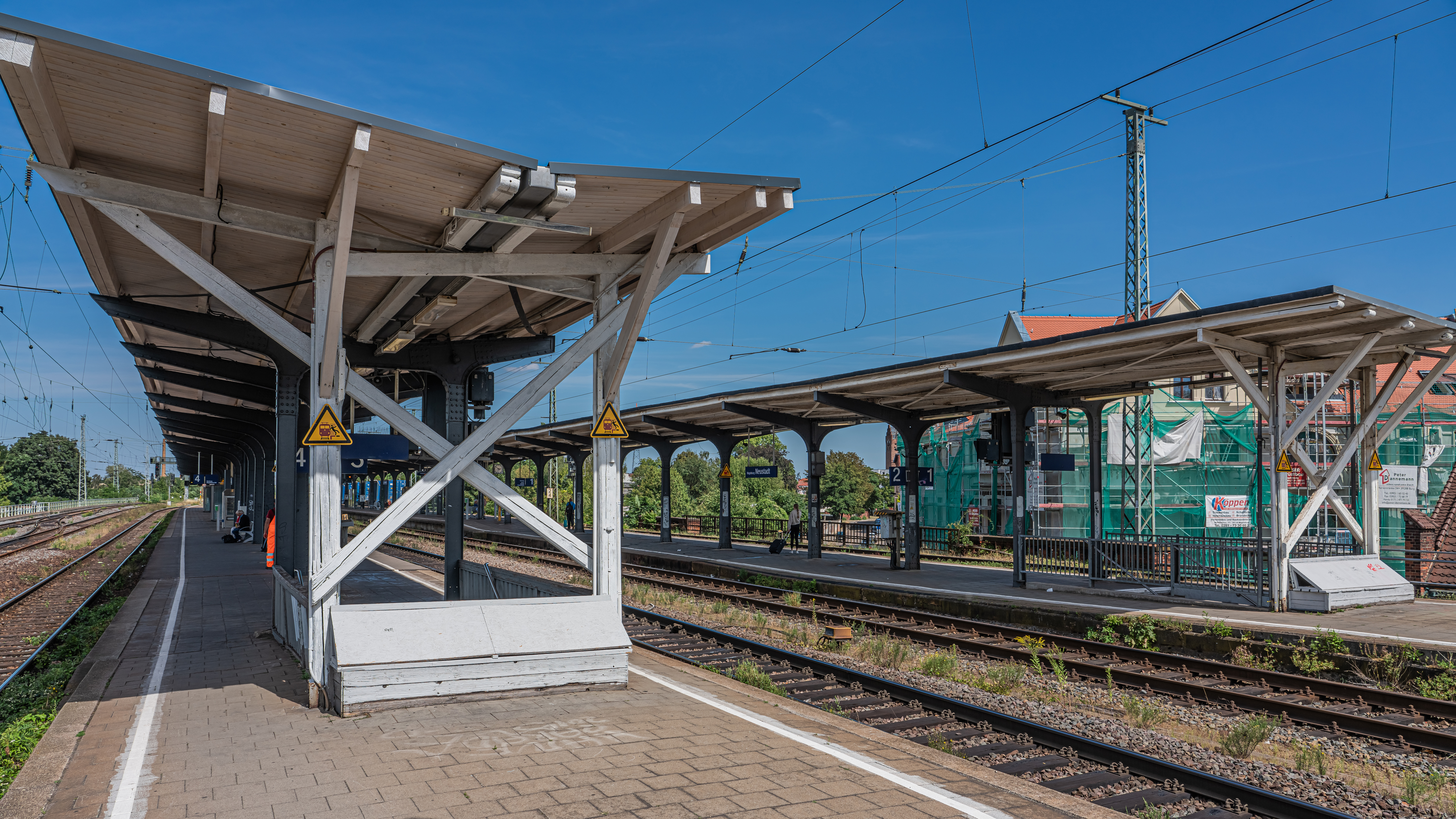
Bahnsteige, 2022

Der heutige Bahnhof wurde von 1897 bis 1901 von den Preußischen Staatseisenbahnen errichtet und ersetzte die seit 1873 bzw. 1874 bestehenden Bahnhöfe Neustadt der Berlin-Potsdam-Magdeburger Eisenbahngesellschaft und Neustadt-Magdeburg der Magdeburg-Halberstädter Eisenbahngesellschaft. Zugleich wurde die Streckenführung in diesem Bereich als auf einem Damm verlaufende Hochbahntrasse verändert, so dass durch den Bau der Eisenbahnbrücke im Westen des Bahnhofs der Bahnübergang am Breiten Weg, der heutigen Lüneburger Straße, entfiel.
Im Zusammenhang mit dem Bahnhof entstand das als Wohnhaus für Bahnarbeiter errichtete Gebäude Laaßstraße 2, 3 und das Wohnhaus des Bahnwärters Lübecker Straße 135, beide ebenfalls erhalten. Außerdem entstand im östlichen Bereich des Bahnhofs die Eisenbahnbrücke Bahnhof Neustadt über die Gröperstraße.
Das ein- bis zweigeschossige Bahnhofsgebäude wurde 1899/1900 als Klinkerbau im Stil der Neogotik nach Plänen des königlichen Eisenbahnbau- und Betriebsinspektors Paul Michaelis errichtet. Dominierend ist ein breiter zweigeschossiger Mittelrisalit, der von einem Staffelgiebel bekrönt wird. Ihm ist mittig ein kleiner, ebenfalls mit einem Staffelgiebel versehener Eingangserker vorgelagert. Bedeckt wird das Gebäude von einem großen Walmdach.
Mittig am Gebäude befindet sich der Schriftzug MAGDEBURG NEUSTADT., außerdem bestehen mehrere, heute leere Wappenfelder. Sie waren ursprünglich wohl bemalt oder mit Reliefs versehen.
Das Innere mit Eingangshalle und Schalterraum erinnert an eine dreischiffige Basilika, wobei in Zitierung regionaler Bautradition Ziegel eingesetzt wurden. Es entstanden mit Segmentbögen versehene Arkaden, die den Schalterbereich von der Wartehalle abgrenzen. Bögen und Pfeiler wurden mit glasierten grünen und braunen Klinkern versehen. An einer gedrungene Säule findet sich Base und Kämpferkapitell. Die Fensteröffnungen wurden als Spitzbögen ausgeführt. Die Wände der Abfertigungshalle sind glatt verputzt. Die Decke präsentiert sich als offener verbretterter Dachstuhl eines Mansarddachs mit schmiedeeisernen Verstrebungen.
Der zu den beiden Bahnsteigen führende Tunnel erhielt, wie die Bahnhofshalle, farbige Klinker. Die Bahnsteige erhielten ein Dach auf genieteten Stützen.
Um 1910 wurde im Bahnhof ein Stellwerk mit quadratischem Grundriss errichtet. Es entstand aus Bruchsteinen und verfügt über ein verputztes oberes Stockwerk. Bedeckt wird es von einem vorkragenden Walmdach.
Um 2008 veräußerte die Deutsche Bahn das zu diesem Zeitpunkt bereits sanierungsbedürftige ungenutzte Bahnhofsgebäude an private Eigentümer. Der bauliche Zustand verschlechterte sich weiter. Eigentümer Stefan Euer erwarb das Gebäude für 90 000 € im Jahr 2014 von einer Immobiliengesellschaft. Pläne zur Einrichtung eines Sportstudios in der Vorhalle setzte er jedoch trotz vorliegender Genehmigung nicht um. Verhandlungen mit der Stadt Magdeburg über einen Verkauf scheiterten an unterschiedlichen Preisvorstellungen. Die Stadt bot basierend auf einem Sachverständigengutachten 250 000 €, Stefan Euer verlangte jedoch 950 000 €. Das Bahnhofsgebäude ist weiterhin ungenutzt und verfällt.
Im Jahr 2024 begannen dann mithilfe einer Landesförderung die Sanierungsarbeiten, die voraussichtlich bis 2027 andauern werden. Die Gesamtkosten wurden auf 4,5 Millionen EUR geschätzt.
Im örtlichen Denkmalverzeichnis wird das Empfangsgebäude zusammen mit dem Stellwerksgebäude unter der Erfassungsnummer 094 06250 als Baudenkmal verzeichnet.
Der Bahnhof gilt als Beispiel eines Bahnhofneubaus in der Zeit der Wandlung Magdeburgs zur Industriestadt in der Gründerzeit.

## Verkehrsanbindung
| Linie                    | Linienverlauf                                                                                               | Takt (min)                                                                               | EVU             |
| ------------------------ | --- | ---------------------------------------------------------------------------------------- | --------------- |
| RE 1                     | Magdeburg – Magdeburg-Neustadt – Genthin – Brandenburg – Potsdam – Berlin – Frankfurt (Oder) (– Cottbus)    | 060                                                                                      | ODEG            |
| RE 6                     | Magdeburg – Magdeburg-Neustadt – Haldensleben – Oebisfelde – Wolfsburg                                      | Einzelne Züge                                                                            | start           |
| RE 13                    | Magdeburg – Magdeburg-Neustadt – Biederitz – Gommern – Zerbst – Dessau – Bitterfeld – Delitzsch – Leipzig   | 060                                                                                      | DB Regio Südost |
| RE 20                    | Schönebeck-Bad Salzelmen – Schönebeck – Magdeburg-Neustadt – Tangerhütte – Stendal – Salzwedel – Uelzen     | 060                                                                                      | DB Regio Südost |
| RB 36                    | Magdeburg – Magdeburg-Neustadt – Barleben – Haldensleben – Wegenstedt – Oebisfelde – Wolfsburg              | 060 (Magdeburg–Haldensleben) 120 (Haldensleben–Wolfsburg)                                | start           |
| RB 40                    | (Genthin –) Burg – Biederitz – Magdeburg-Neustadt – Eilsleben – Helmstedt – Königslutter – Braunschweig     | 060                                                                                      | DB Regio Südost |
| S 1                      | Schönebeck-Bad Salzelmen – Magdeburg-Neustadt – Wolmirstedt – Zielitz – Tangerhütte – Stendal – Wittenberge | 060 (Schönebeck–Stendal) 060 (Stendal–Wittenberge Mo–Fr) 120 (Stendal–Wittenberge Sa–So) | DB Regio Südost |
| Stand: 15. Dezember 2024 | |                                                                                          |                 |